# Активно обучение
Активно обучение (на английски: аctive learning) е ъмбрела термин в социалните науки и изследванията на образователните системи, отнася се за процесите на усвояване на нови знания и умения посредством включването и въвличането на обучаващите се в извършването на различни обстойно и щателно подготвени учебни програми и дейности.
Активното обучение е един от типовете обучение, при което традиционна или нетрадиционна атмосфера в учебна обстановка, зала или виртуална връзка към такива (във формата на дълги или кратки, обстойни или накъсани уроци, в лекционен или дискусионен стил, при които преподавателят/ите е/са централна фигура, а обучаемите са в активна или изчакваща обучителна позиция) се заменя с грижливо подготвени учебни дейности, в които обучаемите имат активно участие в обучителния процес.
Тези учебни дейности могат да бъдат най-разнообразни – писане, четене, работа в групи, дискусионна работа, в някои случаи ролеви игри, решаване на казуси, съвместна работа по групови проекти, компютърни и други симулации, школи и семинари, решаване на задачи и проблеми, също свързани с анализ, синтезиране на учебна информация и оценяване.
Основни методи на активното обучение са: ученето чрез опит (experiential learning) и ученето чрез проучване (inquiry-based instruction), проектно-ориентирано обучение (project-based learning), и в математиката и мениджмънта проблемно-ориентираното обучение (problem-based learning).

## Значение на активното обучение
Някои изследвания в областта на когнитивната наука показват, че много хора имат стилове на учене, при който традиционният лекционен стил на преподаване може да не е самостойно подходящ. Например според Артър Чикъринг и Зелда Гемсън (Chickering, Gamson, 1987), за да бъдат активно въвлечени в процесите на обучение, учащите трябва освен да слушат преподавателя, но също така и да четат, пишат, обсъждат помежду си и решават задачи и в мениджмънта проблеми. Най-важно е, че те трябва да се занимават и със сериозни мисловни задачи като анализиране, синтезиране и оценяване. Използването на техники за активно обучение в класната стая се счита за необходимо, заради съществено им образователно въздействие върху обучаемите. Множество проучвания сочат, че образователните стратегии, насърчаващи активното учене, могат да са по-добри от изцяло лекционните при развитието на необходимите умения на мислене и съответно писане за учащите.
Може би възприемана като най-голяма пречка при прилагането на активно обучение е че някои от преподавателите могат да се притесняват от следните рискове в обучението:
- учащите всъщност да не участват или да не участват активно;
- учащите да не успяват да прилагат висши форми на мислене;
- учащите да не успеят научат необходимото учебно съдържание

Други наблюдавани основни пречки при прилагането на активното обучение са:
- влиянието на традиционния стил на преподаване върху мододерните методики;
- прилагането на оценка на собствените възможности, способности и самоопределянето в образователните роли;
- в някои случаи възможносттта за възникване на известен дискомфорт и от там безпокойството, които една възможна промяна може да предизвика, в процеса на нейното прилагане;
- в някои случаи донякъде ограничените стимули за продължаване развитие на образователните способности и тези за промяна.

Като някои специфични пречки за прилагането на активно обучение се възприемат:
- На първо място ограниченото време на учебния час или предоставено учебно време;
- необходимостта за увеличаване на времето за подготовка;
- една потенциална трудност при модулното прилагане на по-големи групи в някои учебни процеси на базата на други;
- на някои отдалечени места липсата на изиквани в учебния процес образователни материали, в някои периоди на прилагане на нови методики или други преобразувания на оборудване и ресурси.